# Svjetionik Otočić Pločica
Svjetionik Otočić Pločica je svjetionik na na sjeverozapadnom dijelu otočića Pločica, na sredini Korčulanskog kanala,između Hvara, Korčule i zapadnog rta Pelješca. Svjetionik je izgrađen 1887. godine.
Jednokatna kamena zgrada svjetionika pravokutnog je tlocrta s četveroslivnim krovom, te ima istaknutu kulu s lanternom na sredini južnog pročelja. Pročelje je rastvoreno dvama prozorima i vratima u zoni prizemlja, te s tri prozora u zoni kata. Bočne, kraće, fasade su rastvorene jednim prozorskim otvorom. Profilirani vijenci su nad otvorima, te isti takav razdjelni vijenac dijeli prizemlje od kata. Zgrada je opasana velikim kamenim dvorištem.
Ovaj svjetionik može primiti veći broj gostiju. Osoba zadužena za održavanje svjetionika i brigu o gostima se nalazi u naselju Prigradica na sjevernoj obali otoka Korčule.

## Zaštita
Pod oznakom RST-1425-1996. zavedena je kao nepokretno kulturno dobro – pojedinačno, pravna statusa zaštićena kulturnog dobra, klasificirano kao "profana graditeljska baština".